# Historique du parcours européen de l'Austria Vienne
Cet article présente les différentes campagnes européennes réalisées par l'Austria Vienne depuis sa première participation à la Coupe des coupes en 1960.
Le club réalise son meilleur parcours lors de la saison 1977-1978, qui le voit atteindre la finale de la Coupe des coupes, perdue par la suite face au RSC Anderlecht. Dès l'exercice suivant, l'Austria atteint les demi-finales de la Coupe des clubs champions européens en 1979 mais s'incline cette fois contre le Malmö FF. Il connaît une dernière demi-finale en 1983 dans le cadre de la Coupe des coupes, étant éliminé à cette occasion par le Real Madrid.

## Histoire
L'Austria Vienne prend part à ses premières compétitions internationales durant les années 1930 en participant régulièrement à la Coupe Mitropa, qu'il remporte par deux fois en 1933 et 1936.
Le club participe pour la première fois à une compétition de l'UEFA en 1960 en se qualifiant pour la Coupe des coupes. Démarrant au stade des quarts de finale, l'équipe autrichienne est cependant éliminée d'entrée par les Anglais des Wolverhampton Wanderers qui s'imposent notamment 5-0 au match retour en Angleterre malgré une défaite 2-0 à Vienne. Au cours des années 1960 et du début des années 1970, l'Austria se qualifie régulièrement dans les différentes coupes d'Europe, en particulier la Coupe des clubs champions par six fois, bien qu'il n'y passe jamais les quarts de finale.
La saison 1977-1978 constitue le premier parcours notable du club qui atteint à cette occasion la finale de la Coupe des coupes. Le parcours de l'Austria se démarque alors par l'absence de larges victoires, l'équipe ne passant les Gallois de Cardiff City que par un seul but (1-0) avant d'éliminer les Tchécoslovaques de Košice aux buts à l'extérieur (1-1). Enfin, les Autrichiens doivent passer par les tirs au but pour battre respectivement l'Hajduk Split puis le Dynamo Moscou pour accéder à leur première finale européenne. Opposé à l'équipe belge d'Anderlecht, l'Austria s'avère cependant impuissante et subit une lourde défaite 4-0 avec des doublés de Rob Rensenbrink et Gilbert Van Binst.
Dès l'exercice suivant, l'Austria se fait cette fois remarquer en Coupe des clubs champions où il bat successivement le Vllaznia Shkodër, Lillestrøm et le Dynamo Dresde pour atteindre les demi-finales de la compétition. L'équipe échoue cependant à passer les Suédois de Malmö après une défaite 1-0 en Suède qui suit un résultat nul et vierge à domicile au match aller.
L'Austria participe pour la troisième et dernière fois à une demi-finale européenne en 1983 dans le cadre de la Coupe des coupes, éliminant cette fois le Panathinaïkós, Galatasaray et le FC Barcelone avant d'être battu par le Real Madrid, qui obtient le nul 2-2 à Vienne avant de s'imposer 3-1 chez lui au match retour. Les deux années qui suivent le voit atteindre les quarts de finale de la Coupe UEFA puis de la Coupe des clubs champions où il s'incline face aux Anglais de Tottenham Hotspur puis Liverpool.
Après cette période faste, l'Austria demeure un acteur régulier des compétitions européennes mais échoue à effectuer des parcours notables jusqu'à la saison 2004-2005 durant laquelle il passe les tours préliminaires puis la phase de groupes de la Coupe UEFA avant de battre l'Athletic Bilbao puis le Real Saragosse pour accéder aux quarts de finale pour la première fois depuis 1985. Le club viennois finit cependant par s'incliner face aux Italiens de Parme, qui obtiennent le match nul 1-1 à l'aller en Autriche avant de tenir le score vierge à domicile (0-0) pour s'imposer aux buts à l'extérieur. Depuis cette dernière performance, l'Austria prend part à plusieurs reprises aux phases de groupes de la Coupe UEFA puis de la Ligue Europa, mais sans jamais se qualifier en phase finale.

## Résultats en compétitions européennes

### Légende du tableau
| Vainqueur de la compétition | Victoire ou qualification | Match nul | Défaite ou élimination |

### Résultats
Note : dans les résultats ci-dessous, le score du club est toujours donné en premier.
| Saison    | Compétition               | Tour                | Club                     | Domicile | Extérieur | Total             |
| --------- | ------------------------- | ------------------- | ------------------------ | -------- | --------- | ----------------- |
| 1960-1961 | Coupe des coupes          | Quarts de finale    | Wolverhampton Wanderers  | 2 - 0    | 0 - 5     | 2 - 5             |
| 1961-1962 | Coupe des clubs champions | Huitièmes de finale | Steaua Bucarest          | 2 - 0    | 0 - 0     | 2 - 1             |
| 1961-1962 | Coupe des clubs champions | Quarts de finale    | Benfica Lisbonne         | 1 - 1    | 1 - 5     | 2 - 6             |
| 1962-1963 | Coupe des clubs champions | Huitièmes de finale | HIFK Helsinki            | 5 - 3    | 2 - 0     | 7 - 3             |
| 1962-1963 | Coupe des clubs champions | Quarts de finale    | Stade de Reims           | 3 - 2    | 0 - 5     | 3 - 7             |
| 1963-1964 | Coupe des clubs champions | Seizièmes de finale | Górnik Zabrze            | 1 - 0    | 0 - 1     | 1 - 1 1 - 2       |
| 1967-1968 | Coupe des coupes          | Seizièmes de finale | Steaua Bucarest          | 0 - 2    | 1 - 2     | 1 - 4             |
| 1969-1970 | Coupe des clubs champions | Seizièmes de finale | Dynamo Kiev              | 1 - 2    | 1 - 3     | 2 - 5             |
| 1970-1971 | Coupe des clubs champions | Tour préliminaire   | Levski Sofia             | 3 - 0    | 1 - 3     | 4 - 3             |
| 1970-1971 | Coupe des clubs champions | Seizièmes de finale | Atlético de Madrid       | 1 - 2    | 0 - 2     | 1 - 4             |
| 1971-1972 | Coupe des coupes          | Tour préliminaire   | B 1909 Odense            | 2 - 0    | 2 - 4     | 4E - 4            |
| 1971-1972 | Coupe des coupes          | Seizièmes de finale | Dinamo Tirana            | 1 - 0    | 1 - 1     | 2 - 1             |
| 1971-1972 | Coupe des coupes          | Huitièmes de finale | Torino FC                | 0 - 0    | 0 - 1     | 0 - 1             |
| 1972-1973 | Coupe UEFA                | Premier tour        | Beroe Stara Zagora       | 1 - 3    | 0 - 7     | 1 - 10            |
| 1974-1975 | Coupe des coupes          | Seizièmes de finale | KSV Waregem              | 4 - 1    | 1 - 2     | 5 - 3             |
| 1974-1975 | Coupe des coupes          | Huitièmes de finale | Real Madrid              | 2 - 2    | 0 - 3     | 2 - 5             |
| 1976-1977 | Coupe des clubs champions | Seizièmes de finale | Borussia Mönchengladbach | 1 - 0    | 0 - 3     | 1 - 3             |
| 1977-1978 | Coupe des coupes          | Seizièmes de finale | Cardiff City             | 1 - 0    | 0 - 0     | 1 - 0             |
| 1977-1978 | Coupe des coupes          | Huitièmes de finale | MFK Košice               | 0 - 0    | 1 - 1     | 1E - 1            |
| 1977-1978 | Coupe des coupes          | Quarts de finale    | Hajduk Split             | 1 - 1    | 1 - 1 ap  | 2 - 2 (3 - 0 tab) |
| 1977-1978 | Coupe des coupes          | Demi-finales        | Dynamo Moscou            | 2 - 1 ap | 1 - 2     | 3 - 3 (5 - 4 tab) |
| 1977-1978 | Coupe des coupes          | Finale              | RSC Anderlecht           | 0 - 4    | 0 - 4     | 0 - 4             |
| 1978-1979 | Coupe des clubs champions | Seizièmes de finale | Vllaznia Shkodër         | 4 - 1    | 0 - 2     | 4 - 3             |
| 1978-1979 | Coupe des clubs champions | Huitièmes de finale | Lillestrøm SK            | 4 - 1    | 0 - 0     | 4 - 1             |
| 1978-1979 | Coupe des clubs champions | Quarts de finale    | Dynamo Dresde            | 3 - 1    | 0 - 1     | 3 - 2             |
| 1978-1979 | Coupe des clubs champions | Demi-finales        | Malmö FF                 | 0 - 0    | 0 - 1     | 0 - 1             |
| 1979-1980 | Coupe des clubs champions | Seizièmes de finale | Vejle BK                 | 1 - 1    | 2 - 3     | 3 - 4             |
| 1980-1981 | Coupe des clubs champions | Seizièmes de finale | Aberdeen FC              | 0 - 0    | 0 - 1     | 0 - 1             |
| 1981-1982 | Coupe des clubs champions | Seizièmes de finale | Partizani Tirana         | 3 - 1    | 0 - 1     | 3 - 2             |
| 1981-1982 | Coupe des clubs champions | Huitièmes de finale | Dynamo Kiev              | 0 - 1    | 1 - 1     | 1 - 2             |
| 1982-1983 | Coupe des coupes          | Seizièmes de finale | Panathinaïkos            | 2 - 0    | 1 - 2     | 3 - 2             |
| 1982-1983 | Coupe des coupes          | Huitièmes de finale | Galatasaray SK           | 0 - 1    | 4 - 2     | 4 - 3             |
| 1982-1983 | Coupe des coupes          | Quarts de finale    | FC Barcelone             | 0 - 0    | 1 - 1     | 1E - 1            |
| 1982-1983 | Coupe des coupes          | Demi-finales        | Real Madrid              | 2 - 2    | 1 - 3     | 3 - 5             |
| 1983-1984 | Coupe UEFA                | Premier tour        | Aris Bonnevoie           | 10 - 0   | 5 - 0     | 15 - 0            |
| 1983-1984 | Coupe UEFA                | Seizièmes de finale | Stade lavallois          | 2 - 0    | 3 - 3     | 5 - 3             |
| 1983-1984 | Coupe UEFA                | Huitièmes de finale | Inter Milan              | 2 - 1    | 1 - 1     | 3 - 2             |
| 1983-1984 | Coupe UEFA                | Quarts de finale    | Tottenham Hotspur        | 2 - 2    | 0 - 2     | 2 - 4             |
| 1984-1985 | Coupe des clubs champions | Seizièmes de finale | Valletta FC              | 4 - 0    | 4 - 0     | 8 - 0             |
| 1984-1985 | Coupe des clubs champions | Huitièmes de finale | Dynamo Berlin            | 2 - 1    | 3 - 3     | 5 - 4             |
| 1984-1985 | Coupe des clubs champions | Quarts de finale    | Liverpool FC             | 1 - 1    | 1 - 4     | 2 - 5             |
| 1985-1986 | Coupe des clubs champions | Seizièmes de finale | Dynamo Berlin            | 2 - 1    | 2 - 0     | 4 - 1             |
| 1985-1986 | Coupe des clubs champions | Huitièmes de finale | Bayern Munich            | 3 - 3    | 2 - 4     | 5 - 7             |
| 1986-1987 | Coupe des clubs champions | Seizièmes de finale | Avenir Beggen            | 3 - 0    | 3 - 0     | 6 - 0             |
| 1986-1987 | Coupe des clubs champions | Huitièmes de finale | Bayern Munich            | 1 - 1    | 0 - 2     | 1 - 3             |
| 1987-1988 | Coupe UEFA                | Premier tour        | Bayer Leverkusen         | 0 - 0    | 1 - 5     | 1 - 5             |
| 1988-1989 | Coupe UEFA                | Premier tour        | Žalgiris Vilnius         | 5 - 2    | 0 - 2     | 5 - 4             |
| 1988-1989 | Coupe UEFA                | Seizièmes de finale | Heart of Midlothian      | 0 - 1    | 0 - 0     | 0 - 1             |
| 1989-1990 | Coupe UEFA                | Premier tour        | Ajax Amsterdam           | 1 - 0    | 3 - 0     | 4 - 0             |
| 1989-1990 | Coupe UEFA                | Seizièmes de finale | Werder Brême             | 2 - 0    | 0 - 5     | 2 - 5             |
| 1990-1991 | Coupe des coupes          | Seizièmes de finale | Polizei SV Schwerin      | 0 - 0    | 2 - 0     | 2 - 0             |
| 1990-1991 | Coupe des coupes          | Huitièmes de finale | Juventus FC              | 0 - 4    | 0 - 4     | 0 - 8             |
| 1991-1992 | Coupe des clubs champions | Seizièmes de finale | Arsenal FC               | 1 - 0    | 1 - 6     | 2 - 6             |
| 1992-1993 | Ligue des champions       | Seizièmes de finale | CSKA Sofia               | 3 - 1    | 2 - 3     | 5 - 4             |
| 1992-1993 | Ligue des champions       | Huitièmes de finale | Club Bruges KV           | 3 - 1    | 0 - 2     | 3 - 3E            |
| 1993-1994 | Ligue des champions       | Seizièmes de finale | Rosenborg BK             | 4 - 1    | 1 - 3     | 5 - 4             |
| 1993-1994 | Ligue des champions       | Huitièmes de finale | FC Barcelone             | 1 - 2    | 0 - 3     | 1 - 5             |
| 1994-1995 | Coupe des coupes          | Seizièmes de finale | NK Maribor               | 3 - 0    | 1 - 1     | 4 - 1             |
| 1994-1995 | Coupe des coupes          | Huitièmes de finale | Chelsea FC               | 1 - 1    | 0 - 0     | 1 - 1E            |
| 1995-1996 | Coupe UEFA                | Tour préliminaire   | FK Gandja                | 5 - 1    | 4 - 0     | 9 - 1             |
| 1995-1996 | Coupe UEFA                | Premier tour        | Dinamo Minsk             | 1 - 2    | 0 - 1     | 1 - 3             |
| 1996      | Coupe Intertoto           | Groupe 3            | Örebro SK                | 2 - 3    | N/A       | Quatrième         |
| 1996      | Coupe Intertoto           | Groupe 3            | NK Maribor               | N/A      | 0 - 3     | Quatrième         |
| 1996      | Coupe Intertoto           | Groupe 3            | FC Copenhague            | 1 - 2    | N/A       | Quatrième         |
| 1996      | Coupe Intertoto           | Groupe 3            | ÍBK Keflavík             | N/A      | 6 - 0     | Quatrième         |
| 1997      | Coupe Intertoto           | Groupe 9            | Rapid Bucarest           | 1 - 1    | N/A       | Cinquième         |
| 1997      | Coupe Intertoto           | Groupe 9            | MŠK Žilina               | N/A      | 1 - 3     | Cinquième         |
| 1997      | Coupe Intertoto           | Groupe 9            | Odra Wodzisław Śląski    | 1 - 5    | N/A       | Cinquième         |
| 1997      | Coupe Intertoto           | Groupe 9            | Olympique lyonnais       | N/A      | 0 - 2     | Cinquième         |
| 1998      | Coupe Intertoto           | Premier tour        | Ruch Chorzów             | 0 - 1    | 2 - 2     | 2 - 3             |
| 1999      | Coupe Intertoto           | Troisième tour      | Saint-Trond VV           | 1 - 2    | 2 - 0     | 3 - 2             |
| 1999      | Coupe Intertoto           | Demi-finales        | Stade rennais            | 2 - 2    | 0 - 2     | 2 - 4             |
| 2000      | Coupe Intertoto           | Deuxième tour       | Nea Salamina Famagouste  | 3 - 0    | 0 - 1     | 3 - 1             |
| 2000      | Coupe Intertoto           | Troisième tour      | Ceahlăul Piatra Neamț    | 3 - 0    | 2 - 2     | 5 - 2             |
| 2000      | Coupe Intertoto           | Demi-finales        | Udinese Calcio           | 0 - 1    | 0 - 2     | 0 - 3             |
| 2002-2003 | Coupe UEFA                | Premier tour        | Chakhtar Donetsk         | 5 - 1    | 0 - 1     | 5 - 2             |
| 2002-2003 | Coupe UEFA                | Deuxième tour       | FC Porto                 | 0 - 1    | 0 - 2     | 0 - 3             |
| 2003-2004 | Ligue des champions       | Troisième tour Q    | Olympique de Marseille   | 0 - 1    | 0 - 0     | 0 - 1             |
| 2003-2004 | Coupe UEFA                | Premier tour        | Borussia Dortmund        | 1 - 2    | 0 - 1     | 1 - 3             |
| 2004-2005 | Coupe UEFA                | Deuxième tour Q     | Illitchivets Marioupol   | 3 - 0    | 0 - 0     | 3 - 0             |
| 2004-2005 | Coupe UEFA                | Premier tour        | Legia Varsovie           | 1 - 0    | 3 - 1     | 4 - 1             |
| 2004-2005 | Coupe UEFA                | Groupe C            | Real Saragosse           | 1 - 0    | N/A       | Troisième         |
| 2004-2005 | Coupe UEFA                | Groupe C            | FK Dnipro                | N/A      | 0 - 1     | Troisième         |
| 2004-2005 | Coupe UEFA                | Groupe C            | Club Bruges KV           | 1 - 1    | N/A       | Troisième         |
| 2004-2005 | Coupe UEFA                | Groupe C            | FC Utrecht               | N/A      | 2 - 1     | Troisième         |
| 2004-2005 | Coupe UEFA                | Seizièmes de finale | Athletic Bilbao          | 0 - 0    | 2 - 1     | 2 - 1             |
| 2004-2005 | Coupe UEFA                | Huitièmes de finale | Real Saragosse           | 1 - 1    | 2 - 2     | 3E - 3            |
| 2004-2005 | Coupe UEFA                | Quarts de finale    | Parme FC                 | 1 - 1    | 0 - 0     | 1 - 1E            |
| 2005-2006 | Coupe UEFA                | Deuxième tour Q     | MŠK Žilina               | 2 - 2    | 2 - 1     | 4 - 3             |
| 2005-2006 | Coupe UEFA                | Premier tour        | Viking FK                | 2 - 1    | 0 - 1     | 2 - 2E            |
| 2006-2007 | Ligue des champions       | Troisième tour Q    | Benfica Lisbonne         | 1 - 1    | 0 - 3     | 1 - 4             |
| 2006-2007 | Coupe UEFA                | Premier tour        | Legia Varsovie           | 1 - 0    | 1 - 1     | 2 - 1             |
| 2006-2007 | Coupe UEFA                | Groupe F            | SV Zulte Waregem         | 1 - 4    | N/A       | Cinquième         |
| 2006-2007 | Coupe UEFA                | Groupe F            | Ajax Amsterdam           | N/A      | 0 - 3     | Cinquième         |
| 2006-2007 | Coupe UEFA                | Groupe F            | Sparta Prague            | 0 - 1    | N/A       | Cinquième         |
| 2006-2007 | Coupe UEFA                | Groupe F            | Espanyol de Barcelone    | N/A      | 0 - 1     | Cinquième         |
| 2007-2008 | Coupe UEFA                | Deuxième tour Q     | Baumit Jablonec          | 4 - 3    | 1 - 1     | 5 - 4             |
| 2007-2008 | Coupe UEFA                | Premier tour        | Vålerenga Fotball        | 2 - 0    | 2 - 2     | 4 - 2             |
| 2007-2008 | Coupe UEFA                | Groupe H            | Girondins de Bordeaux    | 1 - 2    | N/A       | Cinquième         |
| 2007-2008 | Coupe UEFA                | Groupe H            | Helsingborgs IF          | N/A      | 0 - 3     | Cinquième         |
| 2007-2008 | Coupe UEFA                | Groupe H            | Paniónios GSS            | 0 - 1    | N/A       | Cinquième         |
| 2007-2008 | Coupe UEFA                | Groupe H            | Galatasaray SK           | N/A      | 0 - 0     | Cinquième         |
| 2008-2009 | Coupe UEFA                | Premier tour Q      | Tobol Kostanaï           | 2 - 0    | 0 - 1     | 2 - 1             |
| 2008-2009 | Coupe UEFA                | Deuxième tour Q     | WIT Georgia Tbilissi     | 2 - 0    | 3 - 0     | 5 - 0             |
| 2008-2009 | Coupe UEFA                | Premier tour        | Lech Poznań              | 2 - 1    | 2 - 4     | 4 - 5             |
| 2009-2010 | Ligue Europa              | Troisième tour Q    | Vojvodina Novi Sad       | 1 - 1    | 4 - 2     | 5 - 3             |
| 2009-2010 | Ligue Europa              | Barrages Q          | Metalurh Donetsk         | 2 - 2    | 3 - 2     | 5 - 4             |
| 2009-2010 | Ligue Europa              | Groupe L            | Athletic Bilbao          | 0 - 3    | 0 - 3     | Quatrième         |
| 2009-2010 | Ligue Europa              | Groupe L            | CD Nacional              | 1 - 1    | 1 - 5     | Quatrième         |
| 2009-2010 | Ligue Europa              | Groupe L            | Werder Brême             | 2 - 2    | 0 - 2     | Quatrième         |
| 2010-2011 | Ligue Europa              | Deuxième tour Q     | Široki Brijeg            | 2 - 2    | 1 - 0     | 3 - 2             |
| 2010-2011 | Ligue Europa              | Troisième tour Q    | Ruch Chorzów             | 3 - 1    | 3 - 0     | 6 - 1             |
| 2010-2011 | Ligue Europa              | Barrages Q          | Aris Salonique           | 1 - 1    | 0 - 1     | 1 - 2             |
| 2011-2012 | Ligue Europa              | Deuxième tour Q     | Rudar Pljevlja           | 2 - 2    | 1 - 0     | 3 - 2             |
| 2011-2012 | Ligue Europa              | Troisième tour Q    | Olimpija Ljubljana       | 3 - 2    | 1 - 1     | 4 - 3             |
| 2011-2012 | Ligue Europa              | Barrages Q          | Gaz Metan Mediaș         | 3 - 1    | 0 - 1     | 3 - 2             |
| 2011-2012 | Ligue Europa              | Groupe G            | Metalist Kharkiv         | 1 - 2    | 1 - 4     | Troisième         |
| 2011-2012 | Ligue Europa              | Groupe G            | AZ Alkmaar               | 2 - 2    | 2 - 2     | Troisième         |
| 2011-2012 | Ligue Europa              | Groupe G            | Malmö FF                 | 2 - 0    | 2 - 1     | Troisième         |
| 2013-2014 | Ligue Europa              | Troisième tour Q    | FH Hafnarfjörður         | 1 - 0    | 0 - 0     | 1 - 0             |
| 2013-2014 | Ligue Europa              | Barrages Q          | Dinamo Zagreb            | 2 - 3    | 2 - 0     | 4 - 3             |
| 2013-2014 | Ligue Europa              | Groupe G            | FC Porto                 | 0 - 1    | 1 - 1     | Quatrième         |
| 2013-2014 | Ligue Europa              | Groupe G            | Atlético de Madrid       | 0 - 3    | 0 - 4     | Quatrième         |
| 2013-2014 | Ligue Europa              | Groupe G            | Zénith Saint-Pétersbourg | 4 - 1    | 0 - 0     | Quatrième         |
| 2016-2017 | Ligue Europa              | Deuxième tour Q     | FK Kukësi                | 1 - 0    | 4 - 1     | 5 - 1             |
| 2016-2017 | Ligue Europa              | Troisième tour Q    | Spartak Trnava           | 0 - 1    | 1 - 0 ap  | 1 - 1 (5 - 4 tab) |
| 2016-2017 | Ligue Europa              | Barrages Q          | Rosenborg BK             | 2 - 1    | 2 - 1     | 4 - 2             |
| 2016-2017 | Ligue Europa              | Groupe E            | Astra Giurgiu            | 1 - 2    | 3 - 2     | Quatrième         |
| 2016-2017 | Ligue Europa              | Groupe E            | Viktoria Plzeň           | 0 - 0    | 2 - 3     | Quatrième         |
| 2016-2017 | Ligue Europa              | Groupe E            | AS Rome                  | 2 - 4    | 3 - 3     | Quatrième         |
| 2017-2018 | Ligue Europa              | Troisième tour Q    | AEL Limassol             | 0 - 0    | 2 - 1     | 2 - 1             |
| 2017-2018 | Ligue Europa              | Barrages Q          | NK Osijek                | 0 - 1    | 2 - 1     | 2E - 2            |
| 2017-2018 | Ligue Europa              | Groupe D            | AC Milan                 | 1 - 5    | 1 - 5     | Quatrième         |
| 2017-2018 | Ligue Europa              | Groupe D            | AEK Athènes              | 0 - 0    | 2 - 2     | Quatrième         |
| 2017-2018 | Ligue Europa              | Groupe D            | HNK Rijeka               | 1 - 3    | 4 - 1     | Quatrième         |
| 2019-2020 | Ligue Europa              | Troisième tour Q    | Apollon Limassol         | 1 - 2    | 1 - 3     | 2 - 5             |
| 2021-2022 | Ligue Europa Conférence   | Deuxième tour Q     | Breiðablik Kópavogur     | 1 - 1    | 1 - 2     | 2 - 3             |
| 2022-2023 | Ligue Europa              | Barrages Q          | Fenerbahçe SK            | 0 - 2    | 1 - 4     | 1 - 6             |
| 2022-2023 | Ligue Europa Conférence   | Groupe C            | Villarreal CF            | 0 - 1    | 0 - 5     | Quatrième         |
| 2022-2023 | Ligue Europa Conférence   | Groupe C            | Hapoël Beer-Sheva        | 0 - 0    | 0 - 4     | Quatrième         |
| 2022-2023 | Ligue Europa Conférence   | Groupe C            | Lech Poznań              | 1 - 1    | 1 - 4     | Quatrième         |
| 2023-2024 | Ligue Europa Conférence   | Deuxième tour Q     | Borac Banja Luka         | 1 - 0    | 2 - 1     | 3 - 1             |
| 2023-2024 | Ligue Europa Conférence   | Troisième tour Q    | Legia Varsovie           | 3 - 5    | 2 - 1     | 5 - 6             |
| 2024-2025 | Ligue Conférence          | Deuxième tour Q     | FC Ilves                 | 4 - 3 ap | 1 - 2     | 5 - 5 (4 - 5 tab) |
| 2025-2026 | Ligue Conférence          | Deuxième tour Q     | FC Spaeri                | 2 - 0    | 5 - 0     | 7 - 0             |
| 2025-2026 | Ligue Conférence          | Troisième tour Q    | Baník Ostrava            | 1 - 1    | 3 - 4     | 4 - 5             |

1. ↑  Match d'appui disputé à Vienne.
2. ↑  Le match aller en Géorgie est annulé en raison de la guerre en Ossétie du Sud. L'Austria remporte de ce fait la victoire sur tapis vert.

## Bilan
| Compétition              | P  | M   | V  | N  | D   | BP  | BC  | Diff. |
| ------------------------ | -- | --- | -- | -- | --- | --- | --- | ----- |
| Ligue des champions (C1) | 19 | 73  | 25 | 16 | 32  | 100 | 110 | -10   |
| Coupe des coupes (C2)    | 8  | 39  | 10 | 15 | 14  | 41  | 54  | -13   |
| Ligue Europa (C3)        | 20 | 121 | 45 | 31 | 45  | 181 | 180 | +1    |
| Ligue Conférence (C4)    | 5  | 18  | 6  | 4  | 8   | 28  | 35  | -7    |
| Coupe Intertoto          | 5  | 20  | 4  | 4  | 12  | 27  | 34  | -7    |
| Total                    | 57 | 281 | 90 | 70 | 111 | 377 | 413 | -36   |